# Boynton Bicycle Railroad

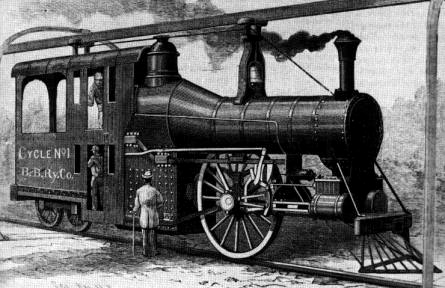
Dampflokomotive Nr. 1 der Boynton Bicycle Railroad mit zweistöckigem Führerstand für den Heizer unten und den Lokführer oben

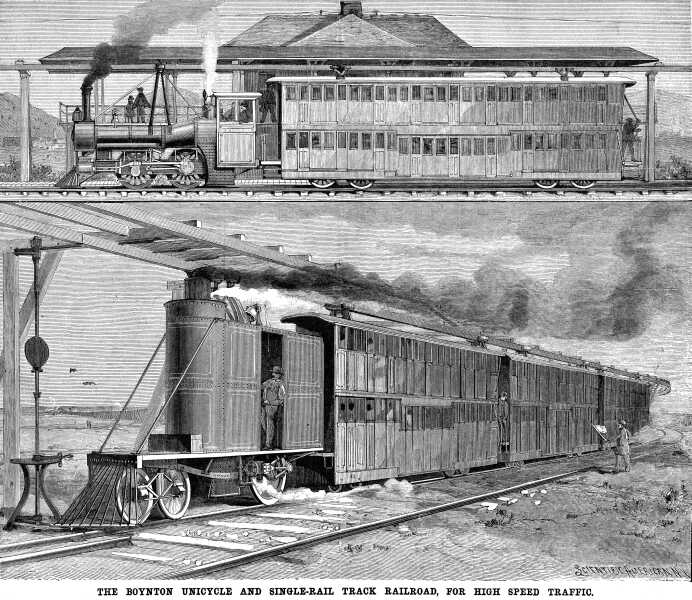
Oben Lokomotive Nr. 3 für Straßenbahn, unten Lokomotive Nr. 2 für normalen Bahnverkehr

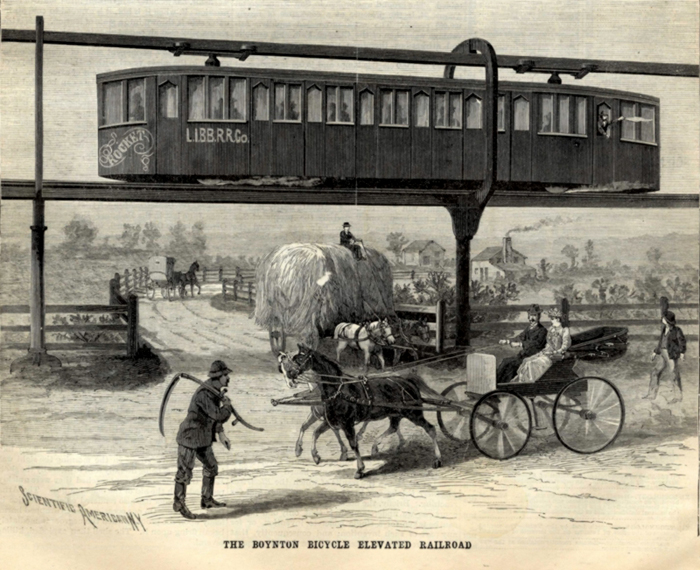
Boynton Bicycle Elevated Railroad

Die Boynton Bicycle Railroad war eine Eisenbahn in Brooklyn auf Long Island (New York). Sie lief auf einer lasttragenden Eisenschiene auf dem Boden und wurde von einer 4,57 m (15 Fuß) oberhalb angebrachten Holzschiene stabilisiert.

## Geschichte
Die 2,8 Kilometer lange Strecke verlief in Brooklyn auf einem außer Betrieb genommenen Abschnitt der normalspurigen Sea Beach and Brighton Railroad von Gravesend nach Coney Island. Laut einem Artikel im Scientific American vom 28. März 1891 waren die Dampflokomotive und die Wagen während mehrerer Wochen im Sommer 1890 für den Personenverkehr in Betrieb. Mit bis zu 50 Zügen pro Tag mit jeweils 3 Personenwagen wurden pro Fahrt jeweils 100 bis 300 Fahrgäste transportiert.

## Lokomotiven
Die Lokomotive Nr. 1 wog 22 Tonnen und war 4,72 m (15,5 Fuß) hoch. Das Treibrad hatte einen Durchmesser von 2,36 m (7¾ Fuß) und wurde von einer Zweizylinder-Dampfmaschine mit 10 bar Dampfdruck angetrieben. Der Führerstand der Lokomotive war zweistöckig, oben der Lokführer und unten der Heizer. Unter dem Führerstand sind zwei 38 Zoll große Stützräder angebracht. Auf dem Dach der Lokomotive war die Führungseinrichtung für die Stützschiene. Alle Räder der Lokomotiven hatten beidseitig Spurkränze.
Die Lokomotive Nr. 2 wog neun Tonnen und hatte einen stehenden Kessel. Das Treibrad hatte einen Durchmesser von 1,82 m (6 Fuß), die beiden vorderen Leiträder waren 96 cm (38 Zoll) groß. Sie hatte zwei Zylinder (10 × 12 Zoll) und beide Zylinder wirkten auf die Kurbeln des Treibrads.
Die Lokomotive Nr. 3 war für den Straßenbahnverkehr gebaut. Sie hatte zwei Treibräder mit 1,52 m (5 Fuß) Durchmesser und wog 16 Tonnen. Die Kurbeln an den Treibrädern waren 178 mm lang und die Dampfmaschine war für eine Drehzahl von 600/min ausgelegt. Nach Angabe des Konstrukteurs sollte sie bis zu 160 km/h schnell sein. Bei allen Lokomotiven und Waggons war oberhalb des Schwerpunkts eine Führungsvorrichtung mit zwei gummibereiften Rädern für die oberhalb verlaufende Stützschiene angebracht.

## Personenwagen
Die Personenwagen waren 1,22 m (4 Fuß) breit, 12,20 m (40 Fuß) lang und hatten zwei Etagen. Sie wogen ungefähr fünf Tonnen und boten 72 Passagieren Platz. Jede Etage bestand aus neun Kabinen für je vier Personen. Jedes Abteil hatte eine Schiebetür, die mit einem zentralen Schließ- und Öffnungsmechanismus verbunden war, der von einem Schaffner bedient wurde. Die Räder hatten 0,96 m (38 Zoll) Durchmesser.